# Операција Спреча 95
Операција Спреча 95 је кодни назив за операцију Дринског корпуса у пролеће 1995. године, у ширем рејону планине Мајевице. Циљ операције је био да се окружењем насеља Сапна и заузимањем локалитета Бањ Брдо сломи опсада радио-релејног центра Столице и у даљем нападу изврши спајање са Тактичком групом Озрен, чиме би се одсекао Други корпус Армије Републике Босне и Херцеговине (АРБиХ).

## Увод
Средином марта 1995, последње године рата у БиХ, АРБиХ је покренуо велики напад на положаје ВРС на планини Мајевици, како би заузео релеј Столице. Офанзива је првих дана напада претрпела тешке губитке услед добре артиљеријске ватре 2. мајевичке бригаде и Источно-босанског корпуса ВРС, као и због јаких снежних падавина. Упркос губицима, АРБиХ је успела да окружи борце 2. мајевичке бригаде на локалитету Столице. Наредних недеља, ВРС је успела да сломи опсаду убацујући у борбу прекаљене пешадијске јединице: Гарду ”Пантери” и одреде Специјалне бригаде полиције. Операција Спреча 95 служила је као подршка противнападу ВРС на Столице.
Планирање операције Спреча 95, започето је 24. марта, на темељу директиве 7 Генералштаба ВРС, а напад је почео 27. марта. Носилац напада биле су 2 бригаде Дринског корпуса: Зворничка и Бирчанска бригада. Након почетних борби, нападу је придружена и 4. српска бригада, привременог и мешовитог састава (по један батаљон из Сарајевско-романијског (СРК), Херцеговачког (ХК) и Источно-босанског корпуса (ИБК). Операцију је водио Миленко Живановић, док су ширим борбама на Мајевици руководили припадници Генералштаба ВРС.
Шири простор Сапне бранила је 246. брдска бригада АРБиХ. Током битке бригада је ојачана пробраним јединицама 2. корпуса АРБиХ.

## Ток операције
Два дана по почетку битке, Зворничка бригада је направила пробој заузевши коту Висока главица. Даље борбе су, међутим, заустављене због јаког снега. 4. априла се привремено формира 4. српска бригада са по једним батаљоном из Сарајевско-романијског, Источнобосанског и Херцеговачког корпуса. Бригадом је командовао Стојан Велетић. Из СРК је пристигао један батаљон, из ИБК тек мање снаге, док из ХК није стигао нико. Зворничка бригада није напредовала у наставку напада због јаког снега и вешто навођене артиљеријске паљбе АРБиХ. Батаљон из СРК није вршио пешадијске нападе, већ је користио артиљеријску паљбу.
Због неуспеха у првој фази напада, Генералштаб наређује убацивање по једног батаљона из Милићке и Братуначке бригаде, али су и поновни мајски напади били неуспешни.

## Занимљивости
Бошњачка страна је ову операцију ВРС својој јавности представила као офанзиву Чекић и наковањ.